# Grovsmed
En grovsmed er betegnelse for en håndværker, der bearbejder grove metalemner. Betegnelsen anvendes ofte om den traditionelle landsbysmed, der i sin smedje lavede alt, hvad der nu engang var behov for i lokalsamfundet, også selvom de bearbejdede emner kunne mangle netop den finish, som en mere specialiseret smed kunne tilføre. Landbrugsredskaber, hestevogne, hestesko, havelåger, portaler og stakitter i metal, grove beslag til porte og døre er nogle af de emner som grovsmeden arbejder med.
Betegnelsen grovsmed blev hæftet på landsbysmeden som et led i den teknologiske og samfundsmæssige udvikling, hvorunder specialiserede smede tilegnede sig teknologisk mere avancerede redskaber og maskiner mens grovsmeden var den, som stod tilbage uden disse moderne hjælpemidler og derfor i stigende omfang kun udførte det mest grove arbejde.